# Sistema de clasificación de pteridofitas de Christenhusz 2011
Véase la lista al 2012 en eupolipoides II en: Sistema de clasificación de helechos eupolipoides II de Rothfels et al. 2012
La lista de familias de pteridofitas (lycofitas y monilofitas) desde 2011, según la secuencia lineal (de familias numeradas) de Christenhusz 2011, que a su vez se basa en Smith et al. 2006, 2008)).
(licofitas)
- Subclase Lycopodiidae (= Selaginellidae, Isoëtidae)
  - Orden Lycopodiales
    - Familia Lycopodiaceae (=Phylloglossaceae, Huperziaceae): Huperzia, Lycopodiella, Lycopodium

  - Orden Isoëtales
    - Familia Isoëtaceae: Isöetes

  - Orden Selaginellales
    - Familia Selaginellaceae: Selaginella

- Subclase Equisetidae (en Smith et al., clase Equisetopsida)
  - Orden Equisetales
    - Familia Equisetaceae: Equisetum

Órdenes fósiles
- - Orden Pseudoborniales
  - Orden Bowmanitales
  - Orden Sphenophyllales
  - Orden Calamitales

- Subclase Ophioglossidae (en Smith et al., clase Psilotopsida)
  - Orden Ophioglossales
    - Familia Ophioglossaceae (incl. Botrychiaceae): Cheiroglossa, Botrychium, Helminthostachys, Mankyua, Ophioglossum

  - Orden Psilotales
    - Familia Psilotaceae (incl. Tmesipteridaceae): Psilotum, Tmesipteris

- Subclase Marattiidae (en Smith et al., clase Marattiopsida)
  - Orden Marattiales
    - Familia Marattiaceae (incl. Angiopteridaceae, Christenseniaceae, Danaeaceae): Angiopteris, Christensenia, Danaea, Eupodium, Marattia, Ptisana

- Subclase Polypodiidae (a veces como clase Pteridopsida, Filicopsida, en Smith et al., clase Polypodiopsida)
  - Orden Osmundales
    - Familia Osmundaceae: Leptopteris, Osmunda, Osmundastrum, Todea

  - Orden Hymenophyllales
    - Familia Hymenophyllaceae (incl. Trichomanaceae): Abrodictyum, Callistopteris, Cephalomanes, Crepidomanes, Didymoglossum, Hymenophyllum, Polyphlebium, Trichomanes, Vandenboschia

  - Orden Gleicheniales
    - Familia Gleicheniaceae (incl. Stromatopteridaceae): Dicranopteris, Diplopterygium, Gleichenella, Gleichenia, Sticherus, Stromatopteris
    - Familia Dipteridaceae (incl. Cheiropleuriaceae): Cheiropleuria, Dipteris
    - Familia Matoniaceae: Matonia, Phanerosorus

  - Orden Schizaeales
    - Familia Lygodiaceae: Lygodium
    - Familia Schizaeaceae: Actinostachys, Schizaea
    - Familia Anemiaceae (incl. Mohriaceae): Anemia

  - Orden Salviniales
    - Familia Marsileaceae (incl. Pilulariaceae): Marsilea, Pilularia, Regnellidium
    - Familia Salviniaceae (incl. Azollaceae): Azolla, Salvinia

  - Orden Cyatheales (= Dicksoniales, Hymenophyllopsidales, Loxsomatales, Plagiogyriales, Metaxyales
    - Familia Thyrsopteridaceae: Thyrsopteris
    - Familia Loxsomataceae: Loxsoma (nota: Loxoma como en Smith et al. es considerado un error ortográfico y debe ser corregido a Loxsoma), Loxsomopsis
    - Familia Culcitaceae: Culcita
    - Familia Plagiogyriaceae: Plagiogyria
    - Familia Cibotiaceae: Cibotium
    - Familia Cyatheaceae (incl. Alsophilaceae, Hymenophyllopsidaceae): Alsophila, Cyathea, Gymnosphaera, Sphaeropteris
    - Familia Dicksoniaceae (incl. Lophosoriaceae): Calochlaena, Dicksonia, Lophosoria
    - Familia Metaxyaceae: Metaxya

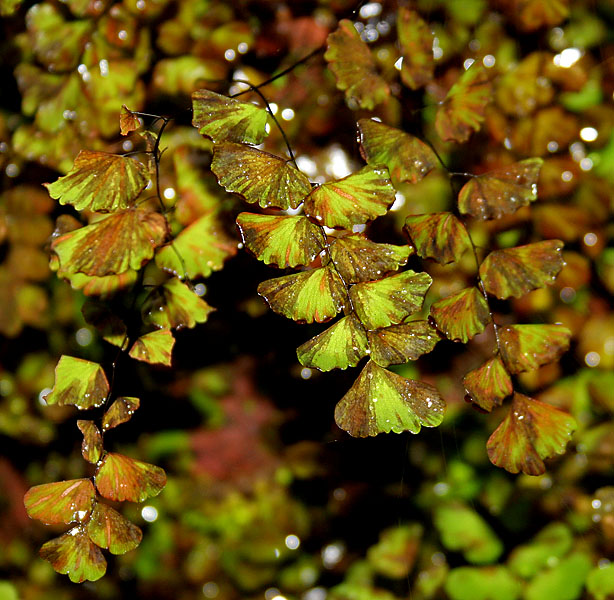
Adiantum lunulatum de la familia Pteridaceae

- - Orden Polypodiales (véase actualización en Sistema de clasificación de helechos eupolipoides II de Rothfels et al. 2012)
    - Familia Lonchitidaceae: Lonchitis
    - Familia Saccolomataceae: Orthiopteris, Saccoloma
    - Familia Cystodiaceae: Cystodium
    - Familia Lindsaeaceae: Lindsaea, Nesolindsaea, Odontosoria, Osmolindsaea, Sphenomeris, Tapeinidium, Xyropteris
    - Familia Dennstaedtiaceae (incl. Hypolepidaceae, Monachosoraceae, Pteridiaceae): Blotiella, Dennstaedtia, Histiopteris, Hypolepis, Leptolepia, Microlepia, Monachosorum, Oenotrichia, Paesia, Pteridium
    - Familia Pteridaceae (incl. Pellaeaceae, Adiantaceae, Cheilanthaceae, Ceratopteridaceae, Parkeriaceae, Cryptogrammaceae)
      - Subfamilia 'Cryptogrammoideae': Coniogramme, Cryptogramma, Llavea
      - Subfamilia 'Ceratopteridoideae': Acrostichum, Ceratopteris
      - Subfamilia 'Pteridoideae': Actiniopteris, Anogramma, Aspleniopsis, Austrogramme, Cerosora, Cosentinia, Jamesonia (incl. Eriosorus), Nephopteris, Onychium, Pityrogramma, Pteris, Pterozonium, Syngramma, Taenitis
      - Subfamilia 'Cheilanthoideae': Adiantopsis, Aleuritopteris, Argyrochosma, Aspidotis, Astrolepis, Bommeria, Calciphilopteris, Cassebeera, Cheilanthes, Cheiloplecton, Doryopteris, Hemionitis, Mildella, Notholaena, Paraceterach, Paragymnopteris, Pellaea, Pentagramma, Trachypteris, Tryonella
      - Subfamilia 'Vittarioideae': Adiantum, Ananthacorus, Anetium, Antrophyum, Haplopteris, Hecistopteris, Monogramma, Polytaenium, Radiovittaria, Rheopteris, Scoliosorus, Vittaria

    - Familia Cystopteridaceae: Acystopteris, Cystoathyrium, Cystopteris, Gymnocarpium
    - Familia Hemidictyaceae: Hemidictyum
    - Familia Aspleniaceae: Asplenium, Hymenasplenium.
    - Familia Diplaziopsidaceae: Diplaziopsis, Hemidictyum, Homalosorus (note: Hemidictyum is better placed in its own Familia Hemidictyaceae)
    - Familia Thelypteridaceae: Cyclosorus, Macrothelypteris, Phegopteris, Pseudophegopteris, Thelypteris
    - Familia Woodsiaceae: Cheilanthopsis, Hymenocystis, Woodsia
    - Familia Rhachidosoraceae: Rhachidosorus
    - Familia Onocleaceae: Onoclea (incl. Matteuccia, Onocleopsis, Pentarhizidium)
    - Familia Blechnaceae (incl. Stenochlaenaceae): Blechnum (incl. Doodia), Brainea, Pteridoblechnum, Sadleria, Salpichlaena, Stenochlaena, Woodwardia (Nota: la delimitación de los géneros todavía es poco cierta. Braianea, Pteridoblechnum y Sadleria probablemente deban ser incluidas en  Blechnum, mientras que Stenochlaena, Salpichlaena y algunas especies de Blechnum deberían ser unidas en un género separado del resto.)
    - Familia Athyriaceae: Anisocampium, Athyrium, Cornopteris, Deparia, Diplazium
    - Familia Hypodematiaceae: Didymochlaena, Hypodematium, Leucostegia
    - Familia Dryopteridaceae (incl. Aspidiaceae, Bolbitidaceae, Elaphoglossaceae, Peranemataceae): Acrophorus, Acrorumohra, Adenoderris, Arachniodes, Arthrobotrya, Bolbitis, Coveniella, Ctenitis, Cyclodium, Cyrtogonellum, Cyrtomidictyum, Cyrtomium, Diacalpe, Dryopolystichum, Dryopsis, Dryopteris, Elaphoglossum, Lastreopsis, Leptorumohra, Lithostegia, Lomagramma, Maxonia, Megalastrum, Mickelia, Olfersia, Peranema, Phanerophlebia, Polybotrya, Polystichopsis, Polystichum, Revwattsia, Rumohra, Stenolepia, Stigmatopteris, Teratophyllum
    - Familia Lomariopsidaceae: Cyclopeltis, Dracoglossum, Lomariopsis, Thysanosoria
    - Familia Nephrolepidaceae: Nephrolepis
    - Familia Tectariaceae: Aenigmopteris, Arthropteris, Hypoderris, Pleocnemia, Psammiosorus, Psomiocarpa, Pteridrys, Tectaria, Triplophyllum, Wagneriopteris
    - Familia Oleandraceae: Oleandra
    - Familia Davalliaceae: Davallia (incl. Humata), Davallodes
    - Familia Polypodiaceae (incl. Drynariaceae, Grammitidaceae, Gymnogrammitidaceae, Loxogrammaceae, Platyceriaceae, Pleurisoriopsidaceae)
      - Subfamilia 'Loxogrammoideae': Loxogramme
      - Subfamilia 'Drynarioideae': Aglaomorpha, Arthromeris, Christiopteris, Drynaria, Gymnogrammitis, Paraselliguea, Phymatopteris, Polypodiopteris, Selliguea (note: Drynaria, Christiopteris and Aglaomorpha should be united.)
      - Subfamilia 'Platycerioideae': Platycerium, Pyrrosia
      - Subfamilia 'Microsoroideae': Dendroconche, Goniophlebium, Kaulinia, Kontumia, Lecanopteris, Lemmaphyllum, Lepisorus, Lepidomicrosorium, Leptochilus, Microsorum, Neocheiropteris, Neolepisorus, Paragramma, Phymatosorus, Podosorus, Thylacopteris, Tricholepidium
      - Subfamilia 'Polypodioideae': Campyloneurum, Microgramma, Niphidium, Pecluma, Phlebodium, Pleopeltis, Pleurosoriopsis, Polypodium, Serpocaulon, Synammia, and the grammitids: Acrosorus, Adenophorus, Calymmodon, Ceradenia, Chrysogrammitis, Cochlidium, Ctenopterella, Dasygrammitis, Enterosora, Grammitis, Lellingeria, Leucostrichum, Luisma, Melpomene, Micropolypodium, Oreogrammitis, Prosaptia (incl. Ctenopteris), Radiogrammitis, Scleroglossum (incl. Nematopteris), Terpsichore, Themelium, Tomophyllum, Xiphopterella, Xiphoteris, Zygophlebia